# Paracycloptera reticulata
Paracycloptera reticulata är en insektsart som först beskrevs av Kirby, W.F. 1906.  Paracycloptera reticulata ingår i släktet Paracycloptera och familjen vårtbitare. Inga underarter finns listade i Catalogue of Life.